# Getrennte Wege (2004)
Getrennte Wege (Ve'Lakhta Lehe Isha, Prendre Femme) ist ein Drama aus dem Jahr 2004. Es ist das Regiedebüt der Schauspielerin Ronit Elkabetz, die auch die Hauptrolle spielt. Sie schrieb den Film mit ihrem Bruder Shlomi Elkabetz und führte gemeinsam mit ihm Regie. Er wirkt ebenfalls als Schauspieler mit. Die französisch-israelische Produktion wurde im September 2004 bei den 61. Internationalen Filmfestspielen von Venedig uraufgeführt und war der erste Film einer Trilogie über die unglückliche Ehe von Viviane.
Es folgten »Shiva« (The seven days) und der am meisten beachtete Film der Trilogie: Get – Der Prozess der Viviane Amsalem.

## Inhalt
In Haifa im Jahr 1979 wollen ihre Brüder die Friseurin Viviane Amsalem davon abhalten, sich von ihren Mann scheiden zu lassen. Der streng religiöse Elisha verspricht ihr daraufhin vor der Familie, dass alles von nun an anders werden wird: Doch er überlässt sie erneut allein mit der Erziehung ihrer vier Kinder. Frustriert trifft sie sich mit ihrem Liebhaber Albert, der sie bittet, ihren Mann zu verlassen. Am nächsten Morgen ist Elisha wütend, weil sich der älteste Sohn weigert, mit ihm zur Synagoge zu gehen. Wieder streiten sich die Ehepartner, solange, bis Viviane die Regeln des Schabbat bricht, indem sie sich eine Zigarette anzündet.

## Hintergrund
Der Idee für die Trilogie entstand durch die Ehe der Eltern von Ronit und Shlomi Elkabetz. Wie die beiden Hauptfiguren im Film, war die Mutter eine Friseurin und der Vater ein religiöser Angestellter bei der Post.

## Kritik
Film.at schreibt: "..., das meisterhafte Porträt einer unabhängigen jüdischen Frau marokkanischer Herkunft, die gegen die patriarchalische israelische Gesellschaft ankämpft, ... Die in Wort und Gebärden klare, intensive Inszenierung beruht auf der gemeinsamen Theaterarbeit des Geschwisterpaares."

## Auszeichnungen
- 2004: Filmfest Hamburg – Kritikerpreis (Besondere Erwähnung) für Ronit und Shlomi Elkabetz
- 2004: Internationales Filmfestival Thessaloniki – Preis für den besten Hauptdarsteller an Simon Abkarian
- 2004: Internationale Filmfestspiele von Venedig – Publikumspreis (Woche der Kritik) an Ronit und Shlomi Elkabetz
- 2005: Internationales Filmfestival Mons – Preis als bester Hauptdarsteller für Simon Abkarian und Preis als beste Hauptdarstellerin für Ronit Elkabetz